# بلاغت
بلاغت (/ˈrɛtərɪk/، به انگلیسی: Rhetoric) علوم بلاغی، زیباشناسی سخن، فن بیان یا دانش شیواسخنی، هنر متقاعد کردن است، که همراه با دستور زبان و منطق (یا دیالکتیک) یکی از سه هنر کهن گفتمان است. هدف بلاغت مطالعه تکنیک‌هایی است که نویسندگان یا سخنرانان برای اطلاع‌رسانی، متقاعد کردن یا برانگیختن مخاطبان خاص در موقعیت‌های خاص استفاده می‌کنند. به عبارت دیگر مقصود از بلاغت این است که کلام دلنشین و مؤثر و رسا و به اصطلاح وافی به مقصود باشد و بلیغ کسی است که بتواند مافی الضمیر خود را به نیکویی بیان کند و مقصود خود را به راحتی برساند. اساسا بلاغت به معنی هنر سخن گفتن و تأثیر در دیگران و برانگیختن مخاطبان به یک اقدام، امری است که با سیاست مدن همزاد است. ارسطو بلاغت را این‌گونه تعریف می‌کند: «توانایی گفتن هر موردی، با ابزارهای موجود، برای متقاعد کردن» و از آن‌جایی که تسلط بر هنر پیروزی در یک پرونده قضایی، برای تصویب طرح‌های پیشنهادی در مجلس، یا برای کسب شهرت به‌عنوان یک سخنران، ضروری بود، ارسطو آن را «ترکیبی از علم منطق و شاخه اخلاقی سیاست» می‌نامد. بلاغت معمولاً اکتشافی برای درک، کشف و توسعه استدلال برای موقعیت‌های خاص فراهم می‌کند، مانند سه جذبه متقاعدکننده ارسطو برای مخاطب: لوگوس، پاتوس و اخلاق. پنج قانون بلاغت یا مراحل توسعه یک گفتار متقاعدکننده برای اولین بار در روم باستان تدوین شد: خلق، ترتیب، سبک، حافظه و ارائه.
بلاغت، از جملهٔ فنون ادبی است و شاخه‌های سه‌گانهٔ معانی، بیان و بدیع را دربر می‌گیرد. البته لازم بذکر است که بلاغت و اقسام آن علاوه بر اینکه در شعر نمود پیدا می‌کند، در گفتار هم دیده می‌شود و نقش مهمی را در ارتباطات میان فردی ایفا می‌کند. نکته مهم اینجاست که تا به معنا نرسیم به لفظ هم نخواهیم رسید یعنی ابتدا باید به معنا در ذهنمان برسیم تا پس از آن بتوانیم واژگانی که می‌دهد آن معنا را ، بر زبان برانیم. برای رسیدن به معنا باید تحلیل کنیم و سیر تحلیل را از نظر بگذرانیم تا از رهگذار آن بارقه‌های معنا در ما شکل بگیرد. کلام بلاغی بگونه‌ایست که بر جان و ذهن مخاطب نقش آفرینی می‌کند و طرف را متوجه یک نکته و مسئله جدی خواهد کرد. وقتی که به بلاغت برسیم دیگر نیاز به فکر کردن به کلمات نخواهیم داشت. بلاغت یعنی چیره زبانی.
در مقایسه با مضامین و زمینه‌های دیرینِ بلاغت در فرهنگها و جوامع جهانی، مطالعات و پژوهش‌های علمیِ معاصر، بُردِ وسیع‌تر و متنوع‌تری از مسائل عملی و معانی نظری را به حیطهٔ علوم بلاغی وابسته و مرتبط دانسته‌اند. در حالی که به‌طور سنتی، این علوم را تنها به حرفه‌ها و زمینه‌هایی از قبیل سیاست، حقوق، روابط عمومی، بازاریابی، و تبلیغات تجارتی منحصر انگاشته‌اند. امروزه دامنهٔ تحقیقات علوم بلاغی به رشته‌های پیچیده و مختلفی، همچون علوم انسانی، علوم ادیان، علوم اجتماعی، و تاریخ هم گسترش یافته است.

## روم باستان
در جمهوری روم، آموزشگاه‌های سخنرانی به‌وجود آمد تا جوانان را برای مشاغل دولتی آماده سازد. رومیان این مدارس را از آموزشگاه‌های سخنرانی یونان، که سوفسطائیان به‌وجود آورده بودند، اخذ و اقتباس کردند. فن خطابه و سخنوری یکی از مهم‌ترین مرام و کمال مطلوب هر رومی بود و هرکس می‌خواست پایگاهی در جامعه احراز کند، کلانتر شود، به پروکنسولی برسد یا پیشوای قوم باشد می‌بایستی در سخنرانی و سخنوری ماهر شود. پس از انقراض جمهوری و استقرار امپراتوری در ۲۷ ق. م، آزادی بیان محو شد و دیگر به سخنرانی حاجت نبود و کسی بدان‌وسیله ترقی نمی‌کرد و مدارس نامبرده رفته‌رفته روبه‌انحطاط گذاشت و سخنوری جزو هنرهای زیبا (نه عملی و کاربردی) قرار گرفت.